# Acanthastrea hillae
Acanthastrea hillae là một loài san hô trong họ Mussidae. Loài này được Wells mô tả khoa học năm 1955.